# Lifted or The Story Is in the Soil, Keep Your Ear to the Ground
Lifted or The Story Is in the Soil, Keep Your Ear to the Ground est le quatrième album de Bright Eyes. Il paraît en 2002 chez Saddle Creek Records. Le groupe fait ses débuts à la télévision nationale pour faire la promotion de l'album, interprétant The Trees Get Wheeled Away (une piste qui ne figurait pas sur l'album) lors du Late Show with David Letterman.  

## Réception critique
Lifted a reçu des critiques positives, se classant quatrième sur la liste des meilleurs albums de Rolling Stone en 2002, et est considéré comme un album de rupture pour Bright Eyes et Conor Oberst. Kludge l'ont inclus dans leur liste des meilleurs albums de 2002. Blender l'a classé 52e sur sa liste des « 100 meilleurs albums indie-rock de tous les temps », publié dans le numéro de décembre 2007. 
Lifted or the Story Is in the Soil, Keep Your Ear to the Ground est le premier album du groupe à atteindre le Billboard 200, passant une semaine en 161e place. L'ensemble a été vendu à 184 000 exemplaires aux États-Unis, selon Nielsen SoundScan. En 2009, il s'était vendu à 340 000 exemplaires aux États-Unis. 
L'album est mentionné dans le roman de Jonathan Franzen, Freedom, lorsque les personnages principaux, Walter et Richard, assistent à un concert de Bright Eyes à Washington lors de la tournée consécutive à cet album. 

## Pistes
| 1.    | The Big Picture                                    | 8:42  |
| 2.    | Method Acting                                      | 3:42  |
| 3.    | False Advertising                                  | 5:52  |
| 4.    | You Will. You? Will. You? Will. You? Will.         | 3:25  |
| 5.    | Lover I Don't Have to Love                         | 4:00  |
| 6.    | Bowl of Oranges                                    | 4:48  |
| 7.    | Don't Know When But a Day Is Gonna Come            | 6:31  |
| 8.    | Nothing Gets Crossed Out                           | 4:34  |
| 9.    | Make War                                           | 6:16  |
| 10.   | Waste of Paint                                     | 6:29  |
| 11.   | From a Balance Beam                                | 3:40  |
| 12.   | Laura Laurent                                      | 4:56  |
| 13.   | Let's Not Shit Ourselves (To Love and to Be Loved) | 10:07 |
| 73:08 |                                                    |       |

## Personnel
- Conor Oberst   - guitare, piano, rhodes, orgue, voix (pistes 1 à 13)
- Mike Mogis   - banjos, cloches, hammered dulcimer, vibraphone, glockenspiel, mandoline, guitare, dobro, pedal steel (pistes 2 à 9, 11 à 13)
- Matt Focht, Clint Schnase et Mike Sweeney   - tambours
- Todd Baechle, Jenny Lewis, Blake Sennett, chorale   - harmonies vocales
- Andy LeMaster   - guitare électrique, claviers, harmonies vocales (pistes 2–4, 6–8, 11)
- Clark Baechle   - batterie, clarinette
- Clay Leverett   - batterie, harmonies vocales
- Jiha Lee   - flûte, harmonies vocales (pistes 3, 6, 8, 9)
- Chris Brooks   - piano (piste 9)
- Gretta Cohn   - violoncelle (morceaux 3, 5, 7, 12)
- Sean Cole   - harmonica (pistes 9, 13)
- Julee Dunekacke   - Cor français (voie 3)
- Orenda Fink   - trompette, harmonies vocales (pistes 2, 3, 7, 11, 13)
- Jason Flatowicz   - trombone (pistes 3, 13)
- Tiffany Kowalski   - violon (morceaux 3, 5, 7, 12)
- Matt Maginn   - basse (pistes 2, 4, 7, 9)
- Casey Scott   - basse (pistes 3, 8, 9, 12, 13)
- Katie Muth   - hautbois (pistes 3, 6, 8, 12)
- Ted Stevens   - guitare électrique (piste 9)
- Maria Taylor   - piano, orgue, harmonies vocales (pistes 2–4, 8, 12, 13)